# ألفرد أو. بي. نيكلسون
ألفرد أو. بي. نيكلسون هو محرر ومحامي وصحفي وقاضي وسياسي أمريكي، ولد في 31 أغسطس 1808 في فرانكلين في الولايات المتحدة، وتوفي في 23 مارس 1876 في كولومبيا في الولايات المتحدة. نشط حزبياً في الحزب الديمقراطي.

## مناصب
- انتخب عضو مجلس الشيوخ الأمريكي [الإنجليزية]‏ عن دائرة Tennessee Class 2 senate seat ‏ وقد انضم خلال فترته النيابية [الإنجليزية]‏ (4 مارس 1861 – 4 مارس 1863) للكتلة البرلمانية الحزب الديمقراطي.
- انتخب عضو مجلس الشيوخ الأمريكي [الإنجليزية]‏ عن دائرة Tennessee Class 2 senate seat ‏ وقد انضم خلال فترته النيابية [الإنجليزية]‏ (4 مارس 1859 – 4 مارس 1861) للكتلة البرلمانية الحزب الديمقراطي.
- انتخب عضو مجلس الشيوخ الأمريكي [الإنجليزية]‏ عن دائرة مقعد مجلس الشيوخ لتينيسي من الدرجة الأولى ‏ وقد انضم خلال فترته النيابية [الإنجليزية]‏ (4 مارس 1841 – 7 فبراير 1842) للكتلة البرلمانية الحزب الديمقراطي.
- انتخب عضو مجلس الشيوخ الأمريكي [الإنجليزية]‏ عن دائرة مقعد مجلس الشيوخ لتينيسي من الدرجة الأولى ‏ وقد انضم خلال فترته النيابية [الإنجليزية]‏ (25 ديسمبر 1840 – 4 مارس 1841) للكتلة البرلمانية الحزب الديمقراطي.
- انتخب عضو مجلس نواب تينيسي  [لغات أخرى]‏.
- انتخب عضو مجلس ولاية تينيسي  [لغات أخرى]‏.
- انتخب عضو مجلس الشيوخ الأمريكي [الإنجليزية]‏.